# 7 (série littéraire)
Pour les articles homonymes, voir Sept (homonymie).
 (juillet 2023).
 (juillet 2023).
- Si vous ne connaissez pas le sujet, laissez ce bandeau (vous pouvez alors contacter les auteurs).
- Si vous supprimez le contenu mis en cause (vous pouvez préalablement contacter les auteurs),

argumentez précisément cette suppression dans la page de discussion
(un manque de référence n'est pas un argument ; une recherche réelle de référence doit avoir été effectuée, être formellement documentée).
7 est un ensemble de sept romans, réunis en un seul ouvrage – de Tristan Garcia publié le 28 août 2015 aux éditions Gallimard. Placées dans le registre du fantastique, les sept histoires sont connectées entre elles par de faibles points de rencontre et réminiscences qui se dévoilent subtilement dans l'ultime récit.
Bien reçu par la critique lors de sa parution, le roman reçoit le prix du Lundi 2015 ainsi que le prix du Livre Inter en juin 2016.

## Résumé
1. Hélicéenne : Un jeune chimiste met au point une molécule unique, l'hélicéenne, permettant au cerveau de retrouver de manière transitoire un état antérieur de son développement personnel et de son passé, sans mémoire de la personnalité postérieure au stade atteint lors de la prise. Tout âge est accessible, d'un retour de quelques mois à plusieurs décennies en fonction de la dose ingérée, mais jamais au-delà de celui de sept ans. Une fois l'effet dissipé, le sujet n'a toutefois plus souvenir de ces quelques heures vécues dans son propre « soi antérieur ».
2. Les Rouleaux de bois : Une star du rock des années 1980 est contactée par un fan qui lui remet des rouleaux en bois, s'apparentant manifestement à des enregistrements phonographiques d'avant l'heure : les rouleaux sont scientifiquement datés de 1813. Réussissant à reconstituer l'appareil pour les lire, il entend avec stupeur une multitude d'airs de musique qui ne seront créés que des dizaines d'années, voire des siècles, plus tard. Toutes les musiques majeures (classique, jazz, soul, rock, funk, pop, reggae) de 1800 à 2000 figurent déjà sur les quelques rouleaux qui sont entre ses mains. Ainsi que manifestement des titres à venir.
3. Sanguine : Sanguine a le plus beau visage du monde. Mannequin planétaire, elle est courtisée pour toutes les couvertures de magazines, sollicitations auxquelles elle répond toujours, sauf durant les courtes périodes où étrangement des irritations dermiques violentes l'empêchent de se montrer en public et la poussent à devoir retourner quelques jours dans son village natal, seul endroit où son prurit se calme de lui-même. Un jour, elle y fait la rencontre d'un homme au visage totalement dévasté, défiguré au dernier degré de chairs à vif ou absentes. La peur et le dégoût passés, il réussit à lui démontrer qu'ils sont reliés l'un à l'autre dans un équilibre inouï où sa beauté est inversement proportionnelle à sa propre laideur, qu'il doit entretenir par des auto-mutilations pour que Sanguine – qui le fascine depuis l'enfance lorsqu'ils se fréquentèrent à l'école – vive la carrière et la renommée qu'il suit à distance. Un échange faustien va alors s'établir entre eux.
4. La Révolution permanente : Hélène est médecin et une militante communiste fidèle, au sein d'un Parti communiste français profondément en crise depuis les années 2000. Alors qu'elle fait un malaise cardiaque et perd connaissance, elle vit une expérience extracorporelle étrange durant laquelle, tel un fantôme, elle est transportée dans un « monde parallèle » où, depuis 1973 et la grande révolution, la France vit sous un régime communiste strict, coupé du reste du monde, tant du point de vue économique que technologique. Faisant des allers-retours entre la « France réelle » et la « France post-révolutionnaire », au gré de ses phases de récupération à l'hôpital et de courtes rechutes, elle découvre le destin de ses proches (amis, amants, enfant) et de leurs doubles – ainsi que le sien – dans l'autre monde. À moins que ce dernier ne soit le vrai...
5. L'Existence des extraterrestres : À la suite de la disparition de leurs parents, Marlon et Moon doivent continuer à vivre et poursuivre leur œuvre, sur l'étude des OVNI et des phénomènes paranormaux. Paul et Marie Chevallier, avec l'aide de deux amis, ont en effet émis « L'Hypothèse » selon laquelle ceux d'entre eux qui ont cru et ne croient plus à l'existence des extraterrestres disparaissent. Leurs fils, accompagnés d'Anaïs – l'amie de Marlon –, sillonnent depuis des années la France pour vérifier les manifestations étranges et débusquer les manipulations ou les imposteurs. Le petit Moon, enfant atypique, solitaire et reclus, vient de tomber amoureux d'une camarade de classe, l'intelligente et vive Hélo ; il commence à douter de son grand frère.
6. Hémisphères : Dans un futur indéterminé, la France a évolué vers un ultra-cloisonnement de sa population, où le communautarisme absolu et ultime a conduit, grâce à la technologie, à la création de territoires en totale sécession. Chaque groupe qu'il soit religieux, philosophique, ethnique, etc., dès lors qu'il justifie d'un « Principe », a pu s'isoler totalement dans un « Hémisphère », c.a.d. un champ de force créant une bulle hermétique dans le paysage. Seules obligations : être totalement autonome et accepter qu'un contrôleur des Principes – un universaliste ne se revendiquant d'aucune communauté – puisse régulièrement avoir accès au sas qui existe à l'entrée de chaque Hémisphère pour vérifier la bonne application de ceux-ci et l'assignation non-contrainte de ses membres. Des centaines d'Hémisphères et de sous-Hémisphères imbriqués ont ainsi été créés laissant le reste du pays largement sous-peuplé.
7. La Septième : Le narrateur est « l'élu », un immortel qui à l'instant de sa mort corporelle – s'apparentant à une singularité d'ordre physique dans le domaine biologique – renaît immédiatement sous sa forme initiale et recommence sa vie, s'enrichissant à chaque cycle du savoir et de la mémoire intacts de ses vies passées. Diagnostiqué par Fran, un jeune médecin attendant son « élu », il rencontre, à chaque fois dans les mêmes conditions, Hardy qui devient la compagne de ses vies. Chacune d'elles prend un cours différent en fonction des expériences précédentes, que le narrateur tente de renouveler et d'influer, ainsi que du contexte d'un monde où d'infimes événements auraient déviés son avenir. Il est successivement un homme ordinaire, un scientifique de renom, un révolutionnaire devenu chef de guerre, un gouru virant messie, un apôtre du mal, un écrivain à succès. Jusqu'à la septième vie, où tout se grippe.

## Accueil critique
L'ensemble romanesque est récompensé par le prix du Lundi 2015. Il reçoit le 6 juin 2016 – au quatrième tour de scrutin par treize voix contre douze à Le Grand Marin de Catherine Poulain – le prix du Livre Inter décerné par un jury présidé cette année-là par Agnès Desarthe,.

## Éditions
- Éditions Gallimard, 2015  (ISBN 978-2-07-014988-9).
- Coll. « Folio » no 6331, 2017, 656 p.,  (ISBN 9782072718380).